# Luis Carlos Morato Miguel
Luis Carlos Morato Miguel (La Corunya, 15 de gener de 1953) és un assessor fiscal, advocat i professor universitari gallec. Fou el 40è president del Real Club Deportivo de La Coruña.

## Trajectòria
Fou president del Deportivo de La Coruña des de l'11 de març de 1988, en substitució d'Andrés García Yáñez, fins al 24 de maig de 1988, sent substituït per Augusto César Lendoiro.